# Стрілка (острів)
Стрілка — острів в Одеській області України, розташований на півдні країни, за 600 км на південь від Києва.

## Клімат
Клімат континентальний. Середня температура 12 °C. Найтепліший місяць — липень, температура 24 °C, найхолодніший — січень, температура -2 °C. Середня кількість опадів становить 781 міліметр на рік. Найвологіший місяць — січень, де випадає 129 міліметрів опадів, а найсухіший — березень, де випадає 31 міліметр.